# Kawasaki Ninja ZX-6R
La Kawasaki Ninja ZX-6R es una motocicleta de clase 600cc en la serie de motocicletas deportivas Ninja del fabricante japonés Kawasaki.  Se introdujo en 1995 y se ha actualizado constantemente a lo largo de los años en respuesta a los nuevos productos de Honda, Suzuki y Yamaha. La serie ZX es lo que se conocía como la línea Ninja de motocicletas Kawasaki en la década de 1980 y aún hoy lleva el mismo nombre.

## Historia
Kawasaki presentó la ZX-6R en 1995 con un aspecto y características muy similares a las del modelo ZX-9R de 1994, incluida la toma de aire de ram que había sido desarrollada por Kawasaki a partir de la ZX-11 de 1990 (ZZ-R1100). La primera ZX-6R tenía un peso en seco de 401,2 lb (182,0 kg), un peso en orden de marcha de 454 lb (206 kg), y era capaz de acelerar de 0 a 60 mph (0 a 97 km/h) en 3,6 segundos.
Hubo una importante renovación de la ZX-6R en 1998, con el lanzamiento de la serie G, que no experimentó un aumento de cilindrada, pero cuya potencia pasó de 100 BHP a 108 BHP gracias al "airbox" de nuevo diseño. El carenado fue renovado, pero conservaba un diseño similar para los faros, las tomas de aire y el parabrisas. En 2000, el primer modelo de la serie J reemplazó a la G, aumentando la potencia a 112 BHP al pasar la relación de compresión de 11,8:1 a 12.8:1. La serie J incorporó algunas modernizaciones, como un neumático trasero de sección 180, un segundo faro, un generador mejorado y bobinas (con enchufe) reemplazando a la bobina tradicional con cable HT.
Con una fuerte competencia de la Honda CBR600F4i, de la Suzuki GSX-R600 y de la Yamaha YZF-R6, Kawasaki inició un cambio inusual en los modelos de finales de 2002, aumentando la capacidad del motor tradicional de 600 cc (37 pulgadas cúbicas) a 636 centímetros cúbicos (38,8 pulgadas cúbicas) con la ZX-6R A1P. Esta versión utilizaba la carrocería de la serie J, con una única diferencia notable, el rotulo "636" en el carenado. Para los motoristas que necesitaban motocicletas para carreras de cilindrada limitada, Kawasaki también lanzó una versión de producción limitada de 599 cc (36,6 pulgadas cúbicas), la Ninja ZX-6RR, pero la ZX-6R de 636cc (38,8 pulgadas cúbicas) sería el modelo principal de moto deportiva de peso medio producido en serie.
En 2003, hubo una serie de cambios en la ZX-6R, o ZX636 como se la conoce a menudo. El motor recibió inyección de combustible y la velocidad de giro se elevó alrededor de 500 RPM, lo que resultó en una ligera ganancia de potencia. Los frenos de cuatro pistones montados radialmente reemplazaron a los frenos de seis pistones anteriores y las horquillas delanteras ahora estaban invertidas. Las mejoras en el chasis resultaron en una mayor rigidez y menos peso. También se introdujo un panel de instrumentos totalmente digital y una entrada de aire ram más grande se movió hacia el centro sobre el faro, atravesando el cabezal. La motocicleta, designada B1H, se transfirió al modelo del año 2004 con solo cambios de esquema de color. La ZX-6RR ganó el premio Masterbike 2004 en la categoría Supersport y quedó en tercer lugar en general.
En 2005, Kawasaki volvió a modernizar la ZX-6R. La velocidad de giro del motor aumentó nuevamente en 1000 RPM, rindiendo 113 hp (84 kW) a 12.250 RPM.  El bastidor y el basculante se actualizaron, pero los principales cambios con respecto a su predecesora se centraron en el diseño. El bastidor de aluminio ahora estaba pintado de negro, los carenados eran más redondos y se utilizaron intermitentes integrados (modelo euro). El escape ahora estaba situado centralmente debajo del asiento (una configuración comúnmente conocida como escape enterrado). La mayoría de estos cambios se reflejaron en la ZX-6RR de 599 cc. Por segundo año consecutivo, la ZX-6RR ganó de nuevo el premio Masterbike 2005 de la categoría Supersport y quedó en tercer lugar en general. La motocicleta se transfirió al modelo de 2006 con cambios menores en la suspensión y nuevos esquemas de color.
Después de cuatro años de ofrecer su ZX-6R de 636 cc para uso en la calle y una ZX-6RR de 599 cc completamente separada para competiciones con restricciones de cilindrada, Kawasaki pasó a comercializar solo una ZX-6R en 2007, con motor de 599 cc. Los años anteriores, los motores de la ZX-6R se construyeron con el mismo diseño básico, pero el nuevo motor de 2007 se rediseñó desde el cárter hacia arriba. De acuerdo con lo que sus competidores ya habían estado haciendo, el nuevo motor de Kawasaki presentaba una disposición de engranajes combinados, en la que el cigüeñal, la transmisión primaria y el contraeje se colocaron en un formato triangular para poder colocar un generador eléctrico central más corto y compacto. Con unas dimensiones reducidas 40 mm tanto en longitud como en anchura, se decía que mejoraba su comportamiento en las curvas. Gracias a la colaboración del antiguo corredor de Gran Premio en la categoría de 125 cc Tomomi Manako como piloto de desarrollo jefe de la ZX-6R, Kawasaki anunció que había centrado su atención en el uso deportivo de la moto. El cuadro, el basculante, la suspensión, los frenos y la carrocería se rediseñaron por completo y la motocicleta compartió muy pocos componentes del modelo anterior. La ZX-6R se transfirió al modelo de 2008 con tan solo cambios de esquema de color.
Para 2009, Kawasaki cambió drásticamente la apariencia de la ZX-6R para que coincidiera con el aspecto más anguloso de la ZX-10R. La nueva ZX-6R era 10 kg más ligera que el modelo anterior, y los cambios más importantes para 2009 fueron el rediseño del escape, ahora bajo y sin la construcción gruesa debajo del asiento de 2008 y especialmente la introducción de la suspensión Showa Big Piston Fork (BPF) para una acción de frenado más progresiva. La ZX-6R de 2010 se modificó una vez más, con un motor mejorado y embrague deslizante. La cámara de escape previa tenía más espacio y también limitaba el ruido de escape, lo que proporcionaba una conducción más suave. Los nuevos embudos de admisión de doble diámetro presentaban dos alturas disponibles, ofreciendo mejoras de rendimiento tanto en altas como en bajas velocidades del motor. El asiento delantero se situó más abajo.
En 2013, Kawasaki reintrodujo la ZX-6R 636, sin dejar de vender la ZX-6R 2009-2012 de 599 cc a un precio más bajo.
La ZX-6R 636 de 2013 era una motocicleta completamente nueva. La cilindrada del motor nuevamente se incrementó a 636 cc, con dos mapas de combustible disponibles para elegir mediante un interruptor en el manillar. La nueva versión aumentó el par y la potencia, y el mayor rendimiento se hizo más evidente a bajas revoluciones. Si bien la cola era la del modelo 2009-2012, presentaba nuevos carenados frontales y laterales, nuevo tablero, nuevo bastidor, nueva suspensión delantera Showa BPF-SFF, incluía el Kawasaki Traction Control (KTRC) con tres modos (deportivo, urbano y lluvia) como equipo estándar, y el sistema de frenos antibloqueo inteligente Kawasaki (KIBS) disponible como opción.
La suspensión de la horquilla Big Piston de Showa disponía de una horquilla de función separada (BPF-SFF). La barra izquierda era un resorte más grande y fuerte que la derecha, con precarga regulada. La barra derecha tenía una sección de amortiguación de aceite más grande, con rebote regulado y amortiguación de compresión. Según el fabricante, este diseño asimétrico proporcionaba una reducción de la fricción dentro de la horquilla, un aligeramiento de peso significativo y una respuesta más dócil de la suspensión. El sistema KTRC permitía regular la gestión del tiempo de encendido en los 3 modos de control de tracción, mientras que el modo 3 (modo lluvia) también usaba un acelerador separado controlado por la electrónica de a bordo, para permitir una reacción más rápida en caso de giro excesivo de la rueda en superficies resbaladizas. El control de tracción y los modos de potencia se podían ajustar o apagar cada vez que se cerraba el acelerador, incluso mientras se conducía la motocicleta, que se vendía sin amortiguador de dirección, ya que las quejas de los clientes sobre el amortiguador de dirección OEM en modelos anteriores llevaron a Kawasaki a descontinuar esta característica en modelos posteriores.
La ZX-6R 636 de 2019 tiene algunas actualizaciones que consisten en: cumplimiento de la norma Euro4, cambio rápido KQS (solo arriba), carrocería y asiento actualizados, faros led y tablero actualizado. La potencia declarada también ve una ligera caída de los 96,4 kW (129,3 hp) del modelo de 2018 a los 94,9 kW (127,3 hp).
Durante el año 2020, Kawasaki vendió solo el modelo Ninja ZX-6R de 636 cc (38,8 pulgadas cúbicas) en la mayoría de los mercados, mientras que en Japón la versión de 599 cc (36,6 pulgadas cúbicas) continúa vendiéndose junto con la 636 desde el año 2003 en adelante.

## Motociclismo
- Kenan Sofuoğlu ayudó a Kawasaki a ganar el título de pilotos y fabricantes durante la temporada del Campeonato Mundial de Supersport de 2015.

## Especificaciones
|                                     | 1995-1997 ZX-6R                                                                           | 1998–1999 ZX-6R                                                                                    | 2000-2002 ZX-6R                                                                           | 2003–2004 ZX-6RR                                                                                   | 2005–2006 ZX-6RR | 2007–2008 ZX-6R | 2009–2012 ZX-6R | 2003–2004 ZX-6R | 2005–2006 ZX-6R | 2013–2018 ZX-6R | 2019-presente ZX-6R |                                       |
| ----------------------------------- | ----------------------------------------------------------------------------------------- | -------------------------------------------------------------------------------------------------- | ----------------------------------------------------------------------------------------- | -------------------------------------------------------------------------------------------------- | --- | --- | --- | --- | --- | --- | --- | ------------------------------------- |
| Imagen                              | 1997 ZX-6R                                                                                | 1999 ZX-6R                                                                                         | 2002 ZX-6R                                                                                | 2003 ZX-6RR                                                                                        | | 2007 ZX-6R | 2009 ZX-6R | 2003 ZX-6R | 2005 ZX-6R | 2013 ZX-6R 636 | |                                       |
| Tipo de motor                       | Transversal de 4 tiempos, refrigerado por líquido, DOHC, 4 válvulas, 4 cilindros en línea | Transversal de 4 tiempos, refrigerado por líquido, DOHC, 4 válvulas, 4 cilindros en línea          | Transversal de 4 tiempos, refrigerado por líquido, DOHC, 4 válvulas, 4 cilindros en línea | Transversal de 4 tiempos, refrigerado por líquido, DOHC, 4 válvulas, 4 cilindros en línea          | Transversal de 4 tiempos, refrigerado por líquido, DOHC, 4 válvulas, 4 cilindros en línea                                                         | Transversal de 4 tiempos, refrigerado por líquido, DOHC, 4 válvulas, 4 cilindros en línea | Transversal de 4 tiempos, refrigerado por líquido, DOHC, 4 válvulas, 4 cilindros en línea | Transversal de 4 tiempos, refrigerado por líquido, DOHC, 4 válvulas, 4 cilindros en línea                                | Transversal de 4 tiempos, refrigerado por líquido, DOHC, 4 válvulas, 4 cilindros en línea                                | Transversal de 4 tiempos, refrigerado por líquido, DOHC, 4 válvulas, 4 cilindros en línea | Transversal de 4 tiempos, refrigerado por líquido, DOHC, 4 válvulas, 4 cilindros en línea |                                       |
| Desplazamiento                      | 599 cc (36,6 cu)                                                                          | 599 cc (36,6 cu)                                                                                   | 599 cc (36,6 cu)                                                                          | 599 cc (36,6 cu)                                                                                   | 599 cc (36,6 cu) | 599 cc (36,6 cu) | 599 cc (36,6 cu) | 636 cc (38,8 cu) | 636 cc (38,8 cu) | 636 cc (38,8 cu) | 636 cc (38,8 cu) |                                       |
| Diámetro × carrera                  | 66 x 43                                                                                   | 66,0 mm × 43,8 mm (3 pulg. × 2 pulg.)                                                              |                                                                                           | 67,0 mm × 42,5 mm (3 pulg. × 2 pulg.)                                                              | 67,0 mm × 42,5 mm (3 pulg. × 2 pulg.) | 67,0 mm × 42,5 mm (3 pulg. × 2 pulg.) | 67,0 mm × 42,5 mm (3 pulg. × 2 pulg.) | | 68,0 mm × 43,8 mm (3 pulg. × 2 pulg.)                                                                                    | 68,0 mm × 43,8 mm (3 pulg. × 2 pulg.) | 67,0 mm × 45,1 mm (3 pulg. × 2 pulg.) | 67,0 mm × 45,1 mm (3 pulg. × 2 pulg.) |
| Potencia (manivela)                 |                                                                                           | 74.5 kW (99.9 hp) @ 12.500 RPM                                                                     |                                                                                           | | | | | 87 kW (117 hp) @ 13,000 RPM 91,5 kW (122,7 hp) @ 13,000 RPM con aire ram                                                 | 95,5 kW (128,1 hp) @ 14.000 RPM 100 kW (130 hp) a 14,000 RPM con aire ram                                                | 96,4 kW (129,3 CV) a 13.500 RPM 101 kW (135 hp) a 13,500 RPM con aire ram | |                                       |
| Potencia (rueda trasera)            | 66,5 kW (89,2 CV)                                                                         | 70,5 kW (94,5 CV)                                                                                  | 73,5 kW (98,5 hp) @ 12500 RPM                                                             | 77,2 kW (103,5 hp) @ 13,000 RPM                                                                    | 75,7 kW (101,5 hp) @ 13,500 RPM | 75,8 kW (101,6 hp) @ 12,700 RPM (variante de EE. UU.) | 80,3 kW (107,7 CV) a 14.100 RPM | 83,1 kW (111,4 CV) a 12.750 RPM                                                                                          | 84,9 kW (113,8 hp) @ 14.000 RPM                                                                                          | 83,70 kW (112,24 CV) a 13.500 RPM | |                                       |
| Par (rueda trasera)                 | 60,5 N⋅m (44,6 lb⋅ft)                                                                     | 59,9 N⋅m (44,2 lb⋅ft)                                                                              | 59,2 N⋅m (43,7 lb⋅ft)                                                                     | 60,6 N⋅m (44,7 lb⋅ft) a 10.000 RPM                                                                 | 58,4 N⋅m (43,1 lb⋅ft) @ 11.000 RPM | 59,0 N⋅m (43,5 lb⋅ft) @ 11.900 RPM | 58,2 N⋅m (42,9 lb⋅ft) @ 12.000 RPM | 63,9 N⋅m (47,1 lb⋅ft) @ 11.000 RPM                                                                                       | 65,2 N⋅m (48,1 lb⋅ft) @ 11.500 RPM                                                                                       | 62,87 N⋅m (46,37 lb⋅ft) @ 11.375 RPM | 70,6 N⋅m (52,1 lb⋅ft) @ 11.500 RPM |                                       |
| Índice de compresión                | 12,9:1                                                                                    | 11,8:1                                                                                             | 12,8:1                                                                                    | 13,0:1                                                                                             | 13,9:1 | 13,3:1 | 13,3:1 | 12,8:1 | 12,9:1 | 12,9:1 | 12,9:1 |                                       |
| Inyección de combustible            | Cuatro carburadores Keihin CVKD36                                                         | Cuatro carburadores Mikuni BDSR 36R                                                                |                                                                                           | DFI con cuerpos de mariposa Keihin de 38 milímetros (1,5 pulg.) (4)                                | DFI con cuerpos de mariposa Keihin de 38 milímetros (1,5 pulg.) (4)                                                                               | DFI con cuatro cuerpos de acelerador Keihin de 38 milímetros (1,5 in), subaceleradores ovales, dos inyectores por cuerpo de acelerador | DFI con cuatro cuerpos de acelerador Keihin de 38 milímetros (1,5 in), subaceleradores ovales, dos inyectores por cuerpo de acelerador | EFI con cuerpos de acelerador Keihin de 38 milímetros (1,5 pulgadas)                                                     | DFI con cuerpos de mariposa Keihin de 38 milímetros (1,5 pulg.) (4)                                                      | DFI con cuerpos de mariposa Keihin de 38 milímetros (1,5 pulg.) (4) | DFI con cuerpos de acelerador Keihin de 38 milímetros (1,5 pulgadas) (4) y subaceleradores ovales |                                       |
| Transmisión                         | 6 velocidades                                                                             | 6 velocidades                                                                                      | 6 velocidades                                                                             | 6 velocidades con embrague antirrebote                                                             | 6 velocidades con embrague antirrebote | 6 velocidades con embrague antirrebote | 6 velocidades con embrague antirrebote | 6 velocidades | 6 velocidades con embrague antirrebote                                                                                   | 6 velocidades con embrague antirrebote | 6 velocidades con embrague deslizante, cambio rápido para cambios ascendentes |                                       |
| Última vuelta                       | Cadena de anillo X                                                                        | Cadena de anillo X                                                                                 | Cadena de anillo X                                                                        | Cadena de anillo X                                                                                 | Cadena de anillo X | Cadena de anillo X | Cadena de anillo X | Cadena de anillo X | Cadena de anillo X | Cadena de anillo X | Cadena de anillo X |                                       |
| Rastrillo/rastro                    | -/107 mm (4,2 pulgadas)                                                                   | 23,5°/91 mm (3,6 pulg.)                                                                            |                                                                                           | 24,5°/95 mm (3,75 pulg.)                                                                           | 25,5°/110 mm (4,3 pulg.) | 25°/110 mm (4,3 pulg.) | 24°/100 mm (4.0 pulgadas) | 23,5°/94 mm (3,7 pulg.)                                                                                                  | 25°/110 mm (4,2 pulg.)                                                                                                   | 23,5°/100 mm (4,0 pulg.) | 23,5°/100 mm (4,0 pulg.) |                                       |
| Recorrido de la rueda delantera     | 119 mm (4,7 pulgadas)                                                                     | 119 mm (4,7 pulgadas)                                                                              | 119 mm (4,7 pulgadas)                                                                     | 119 mm (4,7 pulgadas)                                                                              | 119 mm (4,7 pulgadas) | 119 mm (4,7 pulgadas) | 119 mm (4,7 pulgadas) | 119 mm (4,7 pulgadas) | 119 mm (4,7 pulgadas) | 119 mm (4,7 pulgadas) | 119 mm (4,7 pulgadas) |                                       |
| Recorrido de la rueda trasera       |                                                                                           | 135 mm (5,3 pulg.)                                                                                 |                                                                                           | 135 mm (5,31 pulgadas)                                                                             | 135 mm (5,3 pulg.) | 132 mm (5,2 pulgadas) | 135 mm (5,3 pulg.) | 135 mm (5,3 pulg.) | 135 mm (5,3 pulg.) | 135 mm (5,3 pulg.) | 150 mm (5,9 pulgadas) |                                       |
| Tamaño del neumático delantero      | 120 / 60-17                                                                               | 120/60-ZR17                                                                                        |                                                                                           | 120/65-ZR17                                                                                        | 120/65-ZR17 | 120/70-ZR17 | 120/70-ZR17 | 120/65-ZR17 | 120/65-ZR17 | 120/70-ZR17 | 120/70-ZR17 |                                       |
| Tamaño del neumático trasero        | 160/60-17                                                                                 | 170/60-ZR17                                                                                        |                                                                                           | 180/55-ZR17                                                                                        | 180/55-ZR17 | 180/55-ZR17 | 180/55-ZR17 | 180/55-ZR17 | 180/55-ZR17 | 180/55-ZR17 | 180/55-ZR17 |                                       |
| Distancia entre ejes                | 1400 mm (55 pulgadas)                                                                     | 1400 mm (55,1 pulg.)                                                                               | 1400 mm (55,1 pulg.)                                                                      | 1400 mm (55,1 pulg.)                                                                               | | 1400 mm (55,3 pulgadas) | 1400 mm (55,1 pulg.) | 1400 mm (55,1 pulg.) | 1390 mm (54,7 pulgadas)                                                                                                  | 1390 mm (54,9 pulgadas) | 1400 mm (55,1 pulg.) |                                       |
| Suspensión delantera                | Horquillas telescópicas de 41 mm                                                          | Horquilla de cartucho de 46 mm (2 in) con precarga ajustable, compresión y amortiguación de rebote |                                                                                           | | Horquilla de cartucho invertido de 41 mm (2 pulg.) Con precarga ajustable, rebote continuo y amortiguación de compresión, revestimiento de TiSiCN | Horquilla de cartucho invertido de 41 mm (2 pulg.) Con muelles superiores, amortiguación de rebote gradual, amortiguación de compresión continua, precarga de resorte totalmente ajustable                                                                                                | Horquilla de pistón grande Showa invertida de 41 mm (2 pulg.) Con resortes superiores, compresión continua y amortiguación de rebote, precarga de resorte totalmente ajustable | Horquilla de cartucho invertido de 41 mm (2 pulg.) Con precarga ajustable, rebote continuo y amortiguación de compresión | Horquilla de cartucho invertido de 41 mm (2 pulg.) Con precarga ajustable, rebote continuo y amortiguación de compresión | Horquilla de pistón grande Showa invertida de 41 mm (2 pulg.), Horquilla de función separada con muelles superiores, compresión continua y amortiguación de rebote, precarga de resorte totalmente ajustable                                                                              | Horquilla de pistón grande Showa invertida de 41 mm (2 pulg.), Horquilla de función separada con muelles superiores, compresión continua y amortiguación de rebote, precarga de resorte totalmente ajustable                                                                              |                                       |
| Suspensión trasera                  | mono shock, UNI-TRAK                                                                      | Uni-Trak con precarga ajustable, compresión y amortiguación de rebote                              |                                                                                           | | Uni-Trak con precarga ajustable, rebote continuo, amortiguación de compresión (alta / baja velocidad) y altura de manejo                          | Uni-Trak de enlace inferior con amortiguador cargado de gas, resorte superior y soporte superior de bola de almohada, amortiguación de compresión continua de doble rango (alta / baja velocidad), amortiguación de rebote ajustable de 25 vías, precarga de resorte totalmente ajustable | Uni-Trak de enlace inferior con amortiguador cargado de gas, resorte superior y soporte superior de bola de almohada, amortiguación de compresión continua de doble rango (alta / baja velocidad), amortiguación de rebote ajustable de 25 vías, precarga de resorte totalmente ajustable | Sistema Uni-Trak de enlace inferior con descarga de gas, rebote continuo y ajuste de compresión                          | Uni-Trak con precarga ajustable, rebote continuo y amortiguación de compresión                                           | Uni-Trak de enlace inferior con amortiguador cargado de gas, resorte superior y soporte superior de bola de almohada, amortiguación de compresión continua de doble rango (alta / baja velocidad), amortiguación de rebote ajustable de 25 vías, precarga de resorte totalmente ajustable | Uni-Trak de enlace inferior con amortiguador cargado de gas, resorte superior y soporte superior de bola de almohada, amortiguación de compresión continua de doble rango (alta / baja velocidad), amortiguación de rebote ajustable de 25 vías, precarga de resorte totalmente ajustable |                                       |
| Freno frontal                       | Discos gemelos (duales) pinza Tokico 4 pot                                                | Discos duales con pinza Tokico de 6 pistones                                                       |                                                                                           | Discos semi-flotantes duales de 280 mm (11 '') con pinzas de 4 pistones opuestas de montaje radial | Rotores dobles de 300 mm (12 pulg.) Tipo pétalo flotante con montaje radial, calibradores opuestos de 4 pistones                                  | Rotores de pétalos duales de 300 mm (12 pulg.) Con pinzas dobles de cuatro pistones y cuatro radios | Rotores de pétalos duales de 300 mm (12 pulg.) Con pinzas dobles de cuatro pistones y cuatro radios | Discos duales de 280 mm (11 in) con pinzas de 4 pistones                                                                 | Rotores dobles de 300 mm (12 pulg.) Tipo pétalo flotante con montaje radial, calibradores opuestos de 4 pistones         | Rotores de pétalos dobles de 310 mm (12 pulg.) Con pinzas monobloque Nissin de 4 pistones y montaje radial | Rotores de pétalos dobles de 310 mm (12 pulg.) Con pinzas monobloque Nissin de 4 pistones y montaje radial |                                       |
| Freno trasero                       | Pinza de maceta Tokico 1 (disco único)                                                    | Disco único con pinza Tokico de pistón único                                                       |                                                                                           | Disco único de 220 mm (9 in)                                                                       | Rotor simple de tipo pétalo de 220 mm (9 in) con pinza de pistón único                                                                            | Rotor simple de tipo pétalo de 220 mm (9 in) con pinza de pistón único | Rotor simple de tipo pétalo de 220 mm (9 in) con pinza de pistón único | Rotor simple de tipo pétalo de 220 mm (9 in) con pinza de pistón único                                                   | Disco único de 220 mm (9 in)                                                                                             | Rotor simple de tipo pétalo de 220 mm (9 in) con pinza de pistón único | Rotor simple de tipo pétalo de 220 mm (9 in) con pinza de pistón único |                                       |
| Capacidad del tanque de combustible | 18 L (4,0 imp gal; 4,8 US gal)                                                            | 18 L (4,0 imp gal; 4,8 US gal)                                                                     | 18 L (4,0 imp gal; 4,8 US gal)                                                            | 18 L (4,0 imp gal; 4,8 US gal)                                                                     | 18 L (4,0 imp gal; 4,8 US gal) | 18 L (4,0 imp gal; 4,8 US gal) | 17 L (3,7 imp gal; 4,5 US gal) | 17 L (3,7 imp gal; 4,5 US gal)                                                                                           | 17 L (3,7 imp gal; 4,5 US gal)                                                                                           | 17 L (3,7 imp gal; 4,5 US gal) | 17 L (3,7 imp gal; 4,5 US gal) |                                       |
| Altura del asiento                  | 810 mm (31,9 pulgadas)                                                                    | 810 mm (32 pulgadas)                                                                               | 790 mm (31,1 pulgadas)                                                                    | 825 mm (32,47 pulgadas)                                                                            | 820 mm (32,3 pulgadas) | 820 mm (32,3 pulgadas) | 820 mm (32,1 pulgadas) | 830 mm (32,5 pulgadas)                                                                                                   | 810 mm (32 pulgadas) | 830 mm (32,7 pulgadas) | 830 mm (32,7 pulgadas) |                                       |
| Peso en seco                        | 182 kg (401 libras)                                                                       | 176 kg (388 libras)                                                                                | 170 kg (370 lb)                                                                           | 161 kg (355 lb)                                                                                    | | 166,9 kg (368,0 lb) | | 161 kg (355 lb) | 164 kg (362 lb) | | |                                       |
| Peso seco (probado)                 | 182 kg (401,2 libras)                                                                     | |                                                                                           | | 182,8 kg (403,0 lb) | 182,1 kg (401,5 lb) | | 176,4 kg (389,0 lb) | 183,3 kg (404,0 lb) | | |                                       |
| Peso mojado (reclamado)             | 184 kg                                                                                    | |                                                                                           | | | | 191,0 kg (421,0 lb) | | | 192,1 kg (423,4 lb) | 195,0 kg (430,0 lb) |                                       |
| Peso total (con líquidos)           | 211 kg (465 lb)                                                                           | 202 kg (446 lb)                                                                                    |                                                                                           | 189,6 kg (418,0 lb)                                                                                | 195,0 kg (430,0 lb) | 194,4 kg (428,5 lb) | | 189,6 kg (418,0 lb) | 195,5 kg (431,0 lb) | | |                                       |
| Actuación                           |                                                                                           | |                                                                                           | | | | | | | | |                                       |
| 0 a 60 mph (0 a 97 km/h)            | 3,6 segundos                                                                              | 3,0 segundos                                                                                       |                                                                                           | | | | | | 3,06 segundos | | |                                       |
| 0 a 1⁄4 mi (0,00 a 0,40 km)         | 10,97 s @ 200,72 km/h (124,72 mph)                                                        | 10,89 s @ 201,23 km/h (125,04 mph)                                                                 |                                                                                           | | | | | | 10,78 s @ 204,58 km/h (127,12 mph)                                                                                       | | |                                       |
| Velocidad máxima                    | 248 km/h (154 mph)                                                                        | 251 km/h (156 mph)                                                                                 |                                                                                           | | | | | | 257–264 km/h (160–164 mph)                                                                                               | | |                                       |
| Economía de combustible             | 41 mpg - 160 millas de alcance [ cita requerida ]                                         | |                                                                                           | | | | | | 6,52 L / 100 km; 43,4 mpg -imp (36,1 mpg -US)                                                                            | | |                                       |

La Kawasaki Ninja ZX-6R cuenta con un cambio rápido KQS (solo para subir marcha) y una nueva instrumentación en la que se ha añadido información como un indicador de conducción 'Eco', indicador del nivel de gasolina y visión de autonomía restante, sin duda, detalles muy útiles para el día a día, como la nueva toma de 12 v para cargar accesorios. La nueva ZX-6R tiene un nuevo embrague asistido anti-rebote que hace más eficaces las frenadas.
'En lo que sí se ha actualizado bastante la Kawasaki ZX-6R 2019 es en la electrónica, ya que hay que mencionar: control de tracción KTRC, sistema inteligente de frenos antibloqueo de Kawasaki (KIBS) y dos modos de potencia.
En la parte ciclo, la Kawasaki Ninja ZX-6R 2019 tiene una horquilla Showa BFF, frenos monobloque delanteros, mientras que la ergonomía se ha pensado para que pueda hacerse una conducción cómoda a diario y deportiva en circuito. Se le pueden añadir como extras los neumáticos Bridgestone Battlax Hypersport, un amortiguador de dirección Öhlins, los protectores de eje así como la opción de montar una tapa de colín.